# Жидишино
Жиди́шино — деревня в Струго-Красненском районе Псковской области России. Входит в состав сельского поселения «Марьинская волость».

## География
Находится на северо-востоке региона, в  центральной части  района, в лесной местности около, .  
Уличная сеть не развита.

## История
Первое упоминание — 1498 год. В списках селений Хмерского погоста Шелонской пятины упоминались деревня  Жидошино. 
До прихода советской власти — имение.
В 1941—1944 гг. деревня находилась под фашистской оккупацией войсками Гитлеровской Германии.
Согласно Закону Псковской области от 28 февраля 2005 года  деревня Жидишино вошла в состав образованного муниципального образования «Марьинская волость».

## Население
| 2001 | 2002 | 2010 | 2011 |
| ---- | ---- | ---- | ---- |
| 4    | ↗9   | ↘0   | ↗4   |

## Инфраструктура
В 1930–41, 1944–50 годах действовал колхоз «Жидишино», в 1950–60 годах  – бригада Жидишино колхоза «За коммунизм».
Дачи.

## Транспорт
Деревня доступна по просёлочным дорогам.